# Campionati del mondo di corsa campestre 1998
Il XXVI Campionato mondiale di corsa campestre si è disputato a Marrakech, in Marocco, il 21 e il 22 marzo 1998 al Menara district. Vi hanno preso parte 707 atleti in rappresentanza di 66 nazioni. Il titolo maschile è stato vinto da Paul Tergat mentre quello femminile da Sonia O'Sullivan.

## Nazioni partecipanti
Qui sotto sono elencate le nazioni che hanno partecipato a questi campionati (tra parentesi il numero degli atleti per ciascuna nazione):
- Algeria (30)
- Andorra (1)
- Argentina (7)
- Armenia (1)
- Australia (15)
- Bahrein (1)
- Belgio (4)
- Bielorussia (2)
- Botswana (6)
- Brasile (22)
- Burundi (1)
- Canada (28)
- Rep. Centrafricana (1)
- Colombia (12)
- Costa d'Avorio (4)
- Costa Rica (2)
- Croazia (4)
- Ecuador (4)
- Egitto (6)
- Estonia (7)
- Emirati Arabi Uniti (2)
- Etiopia (36)

- Finlandia (12)
- Francia (31)
- Gabon (6)
- Germania (7)
- Giappone (21)
- Gran Bretagna (35)
- Grecia (2)
- Hong Kong (1)
- Irlanda (12)
- Italia (29)
- Jugoslavia (4)
- Kazakistan (5)
- Kenya (36)
- Libano (8)
- Libia (4)
- Mauritius (3)
- Messico (9)
- Marocco (36)
- Namibia (6)
- Nuova Zelanda (5)
- Paesi Bassi (8)
- Palestina (2)

- Papua Nuova Guinea (7)
- Polonia (3)
- Portogallo (21)
- Romania (12)
- Russia (6)
- Ruanda (12)
- Seychelles (4)
- Slovacchia (1)
- Sudafrica (22)
- Spagna (36)
- Stati Uniti (35)
- Svezia (1)
- Svizzera (3)
- Tagikistan (3)
- Tanzania (7)
- Tunisia (4)
- Turchia (9)
- Turkmenistan (8)
- Ucraina (4)
- Uganda (5)
- Ungheria (7)
- Zimbabwe (19)

## Risultati

### Individuale (uomini seniores)
| Pos. | Atleta               | Nazione    | Tempo (m's") |
| ---- | -------------------- | ---------- | ------------ |
|      | Paul Tergat          | Kenya      | 34'01"       |
|      | Paul Koech           | Kenya      | 34'06"       |
|      | Assefa Mezegebu      | Etiopia    | 34'28"       |
| 4    | Tom Nyariki          | Kenya      | 34'37"       |
| 5    | Wilson Boit Kipketer | Kenya      | 34'38"       |
| 6    | Christopher Kelong   | Kenya      | 34'41"       |
| 7    | Ismael Kirui         | Kenya      | 34'41"       |
| 8    | Mohammed Mourhit     | Belgio     | 34'44"       |
| 9    | Domingos Castro      | Portogallo | 34'46"       |
| 10   | Fabián Roncero       | Spagna     | 34'50"       |
| 11   | Elarbi Khattabi      | Marocco    | 34'54"       |
| 12   | Paulo Guerra         | Portogallo | 34'59"       |

### Squadre (uomini seniores)
| Paul Tergat          | 1   |
| Paul Koech           | 2   |
| Tom Nyariki          | 4   |
| Wilson Boit Kipketer | 5   |
| (Christopher Kelong) | (6) |
| (Ismael Kirui)       | (7) |

| Assefa Mezegebu  | 3    |
| Habte Jifar      | 13   |
| Tesfaye Tola     | 20   |
| Ayele Mezegebu   | 21   |
| (Abraham Assefa) | (24) |
| (Mamo Kejela)    | (91) |

| Elarbi Khattabi       | 11    |
| Lahcen Benyoussef     | 14    |
| Brahim Lahlafi        | 17    |
| Khaled Boulami        | 18    |
| (Abdelilah El Manaia) | (53)  |
| (Smail Sghir)         | (DNF) |

- Nota: gli atleti tra parentesi non hanno concorso al punteggio totale della squadra

### Individuale (uomini tracciato corto)
| Pos. | Atleta            | Nazione     | Tempo (m's") |
| ---- | ----------------- | ----------- | ------------ |
|      | John Kibowen      | Kenya       | 10'43"       |
|      | Daniel Komen      | Kenya       | 10'46"       |
|      | Paul Kosgei       | Kenya       | 10'50"       |
| 4    | Benjamin Limo     | Kenya       | 10'59"       |
| 5    | John Kosgei       | Kenya       | 11'04"       |
| 6    | Brahim Boulami    | Marocco     | 11'06"       |
| 7    | Marc Davis        | Stati Uniti | 11'08"       |
| 8    | Kipkirui Misoi    | Kenya       | 11'10"       |
| 9    | Hicham Bouaouiche | Marocco     | 11'11"       |
| 10   | Maru Daba         | Etiopia     | 11'11"       |
| 11   | Isaac Viciosa     | Spagna      | 11'13"       |
| 12   | Ali Ezzine        | Marocco     | 11'14"       |

### Squadre (uomini tracciato corto)
| John Kibowen     | 1   |
| Daniel Komen     | 2   |
| Paul Kosgei      | 3   |
| Benjamin Limo    | 4   |
| (John Kosgei)    | (5) |
| (Kipkirui Misoi) | (8) |

| Brahim Boulami       | 6    |
| Hicham Bouaouiche    | 9    |
| Ali Ezzine           | 12   |
| Brahim Jabbour       | 15   |
| (Salah El Ghazi)     | (16) |
| (El Hassan Lahssini) | (18) |

| Maru Daba         | 10   |
| Mohamed Awol      | 13   |
| Tewodros Shiferaw | 17   |
| Simretu Alemayehu | 20   |
| (Abiyote Abate)   | (40) |
| (Mekonen Daba)    | (51) |

- Nota: gli atleti tra parentesi non hanno concorso al punteggio totale della squadra

### Individuale (uomini under 20)
| Pos. | Atleta           | Nazione | Tempo (m's") |
| ---- | ---------------- | ------- | ------------ |
|      | Million Wolde    | Etiopia | 22'47"       |
|      | Richard Limo     | Kenya   | 22'50"       |
|      | Haylu Mekonnen   | Etiopia | 22'51"       |
| 4    | Yibeltal Admassu | Etiopia | 22'53"       |
| 5    | Douglas Mumanyi  | Kenya   | 22'54"       |
| 6    | Reuben Kamzee    | Kenya   | 22'55"       |
| 7    | Titus Kipkemboi  | Kenya   | 23'02"       |
| 8    | Alene Emere      | Etiopia | 23'06"       |
| 9    | Yitbarek Eshetu  | Etiopia | 23'14"       |
| 10   | Adil Kaouch      | Marocco | 23'17"       |
| 11   | Abraham Cherono  | Kenya   | 23'25"       |
| 12   | Geofrey Naibei   | Kenya   | 23'32"       |

### Squadre (uomini under 20)
| Million Wolde         | 1    |
| Haylu Mekonnen        | 3    |
| Yibeltal Admassu      | 4    |
| Alene Emere           | 8    |
| (Yitbarek Eshetu)     | (9)  |
| (Hailemariam Tegafaw) | (14) |

| Richard Limo      | 2    |
| Douglas Mumanyi   | 5    |
| Reuben Kamzee     | 6    |
| Titus Kipkemboi   | 7    |
| (Abraham Cherono) | (11) |
| (Geofrey Naibei)  | (12) |

| Adil Kaouch      | 10   |
| Mustapha Mellouk | 13   |
| Driss Benismail  | 20   |
| Hicham Lamalem   | 23   |
| (Saïd Berrioui)  | (84) |

- Nota: gli atleti tra parentesi non hanno concorso al punteggio totale della squadra

†: l'atleta marocchino Ahmed Baday, giunto al diciottesimo posto con un tempo di 24'18", è stato in seguito squalificato per aver falsificato la data di nascita.

### Individuale (donne seniores)
| Pos. | Atleta           | Nazione       | Tempo (m's") |
| ---- | ---------------- | ------------- | ------------ |
|      | Sonia O'Sullivan | Irlanda       | 25'39"       |
|      | Paula Radcliffe  | Gran Bretagna | 25'42"       |
|      | Gete Wami        | Etiopia       | 25'49"       |
| 4    | Merima Denboba   | Etiopia       | 25'56"       |
| 5    | Jackline Maranga | Kenya         | 25'56"       |
| 6    | Julia Vaquero    | Spagna        | 26'06"       |
| 7    | Jane Omoro       | Kenya         | 26'07"       |
| 8    | Leah Malot       | Kenya         | 26'16"       |
| 9    | Ayelech Worku    | Etiopia       | 26'17"       |
| 10   | Sally Barsosio   | Kenya         | 26'27"       |
| 11   | Naomi Mugo       | Kenya         | 26'33"       |
| 12   | Susan Chepkemei  | Kenya         | 26'35"       |

### Squadre (donne seniores)
| Jackline Maranga  | 5    |
| Jane Omoro        | 7    |
| Leah Malot        | 8    |
| Sally Barsosio    | 10   |
| (Naomi Mugo)      | (11) |
| (Susan Chepkemei) | (12) |

| Gete Wami      | 3    |
| Merima Denboba | 4    |
| Ayelech Worku  | 9    |
| Getenesh Urge  | 21   |
| (Asha Gigi)    | (36) |
| (Leila Aman)   | (39) |

| Paula Radcliffe | 2    |
| Hayley Haining  | 13   |
| Vikki McPherson | 25   |
| Liz Talbot      | 34   |
| (Lucy Wright)   | (53) |
| (Angela Joiner) | (59) |

- Nota: gli atleti tra parentesi non hanno concorso al punteggio totale della squadra

### Individuale (donne tracciato corto)
| Pos. | Atleta             | Nazione     | Tempo (m's") |
| ---- | ------------------ | ----------- | ------------ |
|      | Sonia O'Sullivan   | Irlanda     | 12'20"       |
|      | Zahra Ouaziz       | Marocco     | 12'34"       |
|      | Kutre Dulecha      | Etiopia     | 12'37"       |
| 4    | Anita Weyermann    | Svizzera    | 12'45"       |
| 5    | Restituta Joseph   | Tanzania    | 12'46"       |
| 6    | Beatrice Omwanza   | Kenya       | 12'47"       |
| 7    | Rodica Nagel       | Francia     | 12'48"       |
| 8    | Elva Dryer         | Stati Uniti | 12'51"       |
| 9    | Amy Rudolph        | Stati Uniti | 12'51"       |
| 10   | Samukeliso Moyo    | Zimbabwe    | 12'51"       |
| 11   | Genet Gebregiorgis | Etiopia     | 12'52"       |
| 12   | Grethe Koens       | Paesi Bassi | 12'56"       |

### Squadre (donne tracciato corto)
| Zahra Ouaziz     | 2    |
| Zhor El Kamch    | 13   |
| Saliha Khaldoun  | 18   |
| Seloua Ouaziz    | 24   |
| (Samra Raif)     | (29) |
| (Hasna Benhassi) | (73) |

| Kutre Dulecha      | 3    |
| Genet Gebregiorgis | 11   |
| Alemitu Bekele     | 17   |
| Yihunelesh Bekele  | 27   |
| (Etaferahu Yimer)  | (32) |
| (Elsabet Truneh)   | (50) |

| Elva Dryer        | 8    |
| Amy Rudolph       | 9    |
| Molly Watcke      | 25   |
| Kathy Franey      | 26   |
| (Karen Candaele)  | (33) |
| (Fran ten Bensel) | (66) |

- Nota: gli atleti tra parentesi non hanno concorso al punteggio totale della squadra

### Individuale (donne under 20)
| Pos. | Atleta              | Nazione   | Tempo (m's") |
| ---- | ------------------- | --------- | ------------ |
|      | Yimenashu Taye      | Etiopia   | 19'32"       |
|      | Jeruto Kiptum       | Kenya     | 19'34"       |
|      | Worknesh Kidane     | Etiopia   | 19'34"       |
| 4    | Alemgena Bezabeh    | Etiopia   | 19'46"       |
| 5    | Vivian Cheruiyot    | Kenya     | 19'47"       |
| 6    | Margaret Chepkemboi | Kenya     | 19'48"       |
| 7    | Agnes Kiprop        | Kenya     | 19'57"       |
| 8    | Merima Hashim       | Etiopia   | 19'59"       |
| 9    | Emiko Kojima        | Giappone  | 20'02"       |
| 10   | Émilie Mondor       | Canada    | 20'16"       |
| 11   | Priscah Ngetich     | Kenya     | 20'16"       |
| 12   | René Kalmer         | Sudafrica | 20'17"       |

### Squadre (donne under 20)
| Yimenashu Taye   | 1    |
| Worknesh Kidane  | 3    |
| Alemgena Bezabeh | 4    |
| Merima Hashim    | 8    |
| (Hareg Sidelil)  | (16) |
| (Tereza Yohanes) | (17) |

| Jeruto Kiptum       | 2    |
| Vivian Cheruiyot    | 5    |
| Margaret Chepkemboi | 6    |
| Agnes Kiprop        | 7    |
| (Priscah Ngetich)   | (11) |
| (Salome Boiyo)      | (18) |

| Emiko Kojima     | 9    |
| Yoshiko Fujinaga | 14   |
| Risa Tanaka      | 19   |
| Miho Nakashima   | 24   |
| (Chioko Sakaue)  | (29) |
| (Kazuko Kanno)   | (48) |

- Nota: gli atleti tra parentesi non hanno concorso al punteggio totale della squadra

†: l'atleta marocchina Nadia Ejjafini, giunta al diciottesimo posto con un tempo di 20'43", è stato in seguito squalificata per aver falsificato la data di nascita.

## Medagliere
Legenda
     Paese ospitante
| Posizione | Paese         | Oro | Argento | Bronzo | Totale |
| --------- | ------------- | --- | ------- | ------ | ------ |
| 1         | Kenya         | 5   | 6       | 1      | 12     |
| 2         | Etiopia       | 4   | 3       | 6      | 13     |
| 3         | Irlanda       | 2   | 0       | 0      | 2      |
| 4         | Marocco       | 1   | 2       | 2      | 5      |
| 5         | Gran Bretagna | 0   | 1       | 1      | 2      |
| 6         | Giappone      | 0   | 0       | 1      | 1      |
| 6         | Stati Uniti   | 0   | 0       | 1      | 1      |
| Totale    | Totale        | 12  | 12      | 12     | 36     |